# Acolutha flavivitta
Acolutha flavivitta là một loài bướm đêm trong họ Geometridae.